# SanSan

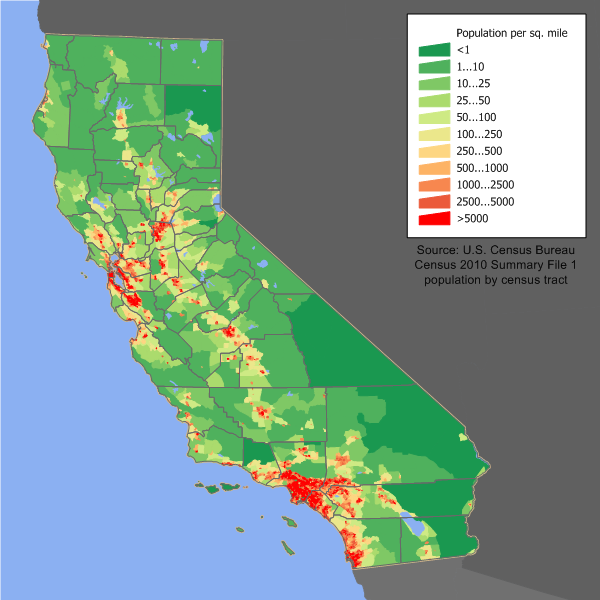

SanSan é uma macrometrópole estatística que engloba os estados da Califórnia nos Estados Unidos e da Baja California no México, conurbando desde Tijuana até São Francisco, pegando consigo grandes cidades como San Diego, Las Vegas e Los Angeles. Seu nome deriva pelo fato que os extremos da megalópole serem cidades que possuem cidades com nomes de santos (anteriormente o extremo sul da metrópole era San Diego).

## População
| Ranking | Aglomeração Urbana             | PIB               | Grandes Cidades                   | Estado                     | Censo (2010) | Censo (2000) | Aumento (%) |
| ------- | ------------------------------ | ----------------- | --------------------------------- | -------------------------- | ------------ | ------------ | ----------- |
| 1       | Grande Los Angeles             | US$ 770,6 bilhões | Los Angeles                       | Califórnia                 | 17.877.006   | 16.373.645   | +9,18%      |
| 2       | Área da Baía de São Francisco  | US$ 487 bilhões   | São Francisco, Oakland e São José | Califórnia                 | 7.468.390    | 6.783.760    | +10,09%     |
| 3       | San Diego-Tijuana              | US$ 136,3 bilhões | San Diego e Tijuana               | Califórnia Baja California | 4.947.694    | 4.129.433    | +19,82%     |
| 4       | Grande Sacramento              | __                | Sacramento                        | Califórnia Nevada          | 2.461.780    | 2.069.298    | +18,97%     |
| 5       | Las Vegas-Paradise-Pahrump     | __                | Las Vegas                         | Nevada                     | 1.995.215    | 1.563.282    | +27,63%     |
| 6       | Região Metropolitana de Fresno | __                | Fresno                            | Califórnia                 | 1.081.315    | 922.516      | 17,21%      |
| 7       | Região Metropolitana de Reno   | __                | Reno e Sparks                     | Nevada                     | 477.397      | 377.386      | +26,50%     |
| 8       | Carson City                    | __                | Carson City                       | Nevada                     | 55.274       | 52.457       | +5,37%      |
|         |                                | Total             |                                   | -                          | 36.364.071   | 32.271.777   | +12,68%     |

## Cidades
A região contém 56 condados e municipalidades, sendo 46 na Califórnia, 6 em Nevada e 4 na Baja California. Dos 56, 26 fazem parte de áreas de estatística combinada na Califórnia e 5 como regiões metropolitanas em Nevada, enquanto que as outras 6 fazem parte de Regiões Metropolitanas Internacionais.

### Grande Los Angeles
- Los Angeles
- Orange
- Ventura
- San Bernardino
- Riverside

### Área da Baía de San Francisco
- San Francisco
- San Mateo
- Alameda
- Contra Costa
- Santa Clara
- Marin
- Solano
- Sonoma
- Napa
- Santa Cruz
- San Benito

### San Diego-Tijuana
- San Diego
- Tijuana
- Rosarito Beach
- Tecate

### Grande Las Vegas
- Clark
- Nye

### Grande Sacramento
- Sacramento
- Yolo
- El Dorado
- Placer
- Yuba
- Sutter
- Nevada
- Douglas

### Mexical-Calexico
- Mexicali
- Imperial

### Região Metropolitana de Fresno
- Fresno
- Madera

### Área abrangente (Califórnia)
- Kern
- San Joaquin
- Stanislau
- Merced
- Mendocino
- Lake
- Monterey
- Amador
- Colusa
- Butte
- Sierra
- Alpine
- Kings
- Glenn
- Tulare
- Calaveras
- Tuolumne
- Mariposa

### Área abrangente (Nevada)
- Washoe
- Storey
- Lyon
- Carson City